# Stuchowska Struga
Stuchowska Struga – rzeka w woj. zachodniopomorskim, lewobrzeżny dopływ Świńca. Wypływa z terenów położonych na wschód od wsi Rzęsin w gminie Gryfice. Płynie szeroką, płaską, zmeliorowaną doliną wypełnioną torfami. Długość rzeki według różnych źródeł wynosi od 29,2 km do 33,076 km.
Ok. 5,5 km od ujścia znajduje się niedrożna budowla piętrząca.
Według danych regionalnego zarządu gospodarki wodnej dominującymi gatunkami ryb w wodach Stuchowskiej Strugi są: płoć i okoń europejski. Pozostałymi gatunkami ryb występujących w rzece są: pstrąg potokowy, lin, szczupak pospolity, leszcz, miętus pospolity, sandacz, ukleja, wzdręga, krąp, kiełb pospolity.
W 2008 r. przeprowadzono badania jakości wód Stuchowskiej Strugi w punkcie przy drodze wojewódzkiej nr 103 przy Świerznie. W ich wyniku oceniono elementy fizykochemiczne poniżej stanu dobrego, elementy biologiczne określono na III klasy, a stan ekologiczny na umiarkowany. W ogólnej dwustopniowej ocenie stwierdzono zły stan wód Stuchowskiej Strugi.
Nazwę Stuchowska Struga wprowadzono urzędowo w 1949 roku, zastępując poprzednią niemiecką nazwę Bache Stuchower.